# Liga de la Juventud Comunista de China
La Liga de la Juventud Comunista de China (chino simplificado: 中国共产主义青年团, chino tradicional: 中國共產主義青年團, pinyin: Zhōngguó Gòngchǎnzhǔyì Qīngnián Tuán, habitualmente abreviado como 中国共青团 / 中國共青團 / Zhōngguó Gòngqīngtuán o 共青团 / 共青團 / Gòngqīngtuán) es una organización política china formada por jóvenes comunistas y dependiente del Partido Comunista de China.

## Introducción
Originalmente fundada en Shanghái en agosto de 1920 con el nombre de Liga de la Juventud Socialista de China (中国社会主义青年团 / 中國社會主義青年團 / Zhōngguó Shèhuìzhǔyì Qīngnián Tuán), en mayo de 1922 comenzó a configurarse como una organización unificada bajo la dirección del Partido Comunista de China, fundado un año antes. En enero de 1925, adoptó el nombre actual, modificado en octubre de 1946, cuando pasó a llamarse Liga de la Juventud Democrática (民主青年团 / 民主青年團 / Mínzhǔ Qīngnián Tuán). En enero de 1949, se modificó ligeramente el nombre de la organización, convirtiéndose en la Liga de Juventudes de Nueva Democrática (新民主主义青年团 / 新民主主義青年團 / Xīn Mínzhǔzhǔyì Qīngnián Tuán). En mayo de 1957, adoptó de nuevo su nombre actual.
Según los principios fundacionales de la Liga, esta es una organización de formación en el estudio y la aplicación de la ideología comunista para los jóvenes. En los centros de enseñanza chinos, la Liga dirige y coordina actividades entre los estudiantes, con una presencia muy importante en todos los niveles del sistema educativo. Al mismo tiempo, la Liga tiene la responsabilidad de dirigir las actividades del Cuerpo de Jóvenes Pioneros de China.
Algunos de los dirigentes históricos del PCCh, como Hu Yaobang o el expresidente de la República Popular China Hu Jintao ocuparon en el pasado cargos relevantes en la Liga de la Juventud Comunista. El actual primer ministro chino, Li Keqiang, fue Secretario General de la Liga de la Juventud Comunista.

## Simbología

### Bandera de la Liga
La bandera de la Liga de la Juventud Comunista fue adoptada el 4 de mayo de 1950 por el Comité Central de la Liga, después de ser aprobada por el Comité Central del Partido Comunista de China. El diseño de la bandera fue supervisado por líderes del Partido, como Mao Zedong y Zhou Enlai.
El fondo de la bandera es de color rojo, simbolizando la victoria de la revolución. El cantón izquierdo está ocupado por una estrella amarilla de cinco puntas inscrita en un círculo también amarillo. Este motivo representa a los jóvenes de China unidos en torno al Partido Comunista.

### Emblema
El emblema de la Liga fue aprobado por el Comité Central del Partido Comunista de China y promulgado por el Comité Central de la Liga el 4 de mayo de 1959.
El diseño del emblema combina la bandera de la Liga con una rueda dentada y una espiga de trigo junto a un sol naciente y una cinta con los cinco caracteres "中国共青团", el nombre abreviado de la organización, en color dorado.
El emblema representa a la Liga bajo el brillo del marxismo-leninismo y del pensamiento de Mao Zedong, uniendo a los jóvenes en la senda del progreso marcada por el Partido.

### Himno
Entre el 22 y el 26 de julio de 2003, la XV Asamblea de Representantes de la Liga de la Juventud Comunista, reunida en Pekín, aprobó una resolución de enmienda de los estatutos de la organización en la que se estableció como himno oficial la composición musical "¡Gloria! Liga de la Juventud Comunista" [光荣啊！中国共青团 (Chino Simplificado)/ 光榮啊！中國共青團 (Chino Tradicional)/ Guāngróng a! Gòngqīngtuán (Pinyin)], con letra escrita por Hu Hongwei y música compuesta por Lei Yusheng.

### Ceremonia de ingreso
Los actos de juramento para el ingreso en la Liga de la Juventud Comunista son convocados por unidades organizativas de la Liga como los comités de base o las agrupaciones locales, y en ellos participan distintos grupos de miembros de la Liga junto a los jóvenes que se incorporan a la organización. La ceremonia, envuelta en una gran solemnidad, tiene también un aspecto educativo. En el lugar de celebración debe ondear la bandera de la Liga y los asistentes han de llevar en la solapa la insignia de la organización.
Las fases principales de la ceremonia son las siguientes: 1; todos los participantes cantan el himno nacional. 2; representantes de los miembros de la Liga cuentan sus experiencias. 3; los nuevos miembros prestan juramento bajo la bandera de la Liga. 4; todos los asistentes cantan el himno de la Liga.

### Juramento de ingreso
El texto del juramento es el siguiente： Afirmó mi voluntad de unirme a la Liga de la Juventud Comunista de China, de defender con firmeza el liderazgo del Partido Comunista de China, de respetar las normas de la Liga, de aplicar sus resoluciones, de cumplir las obligaciones como miembro, de respetar la disciplina, de estudiar con diligencia, de trabajar de manera positiva, de dejar atrás las penas y mirar adelante con alegría, y de luchar por la causa del comunismo. (Texto original: 我志愿加入中国共产主义青年团，坚决拥护中国共产党的领导，遵守团的章程，执行团的决议，履行团员义务，严守团的纪律，勤奋学习，积极工作，吃苦在前，享受在后，为共产主义事业而奋斗)

## Obligaciones de los miembros
1. Estudiar con diligencia el marxismo-leninismo, el pensamiento de Mao Zedong, las teorías de Deng Xiaoping y la teoría de la Triple Representatividad; estudiar las enseñanzas de la Liga, estudiar las enseñanzas de la ciencia, la cultura y el trabajo, y mejorar continuamente la capacidad de servir al pueblo.
2. Promover y aplicar las directrices del Partido, así como sus principios y sus políticas; participar de manera positiva en la expansión revolucionaria y en la construcción de la modernización socialista; completar con diligencia las tareas asignadas por la Liga, y dar ejemplo en el estudio, en el trabajo y en las demás actividades sociales.
3. Respetar escrupulosamente las leyes y normas del Estado y la disciplina de la Liga, aplicar las resoluciones de la Liga; desarrollar las nuevas costumbres del socialismo, promover la ética del comunismo, defender los intereses del pueblo y del Estado, y luchar con valentía para salvaguardar le propiedad del Estado y la seguridad de los ciudadanos.
4. Aceptar las enseñanzas de la defensa nacional, reforzar la conciencia sobre ésta y cumplir las obligaciones para defender a la patria.
5. Aprender con humildad de las masas populares, ayudar con fervor al progreso de la juventud y expresar con presteza las exigencias y las opiniones de los jóvenes.
6. Desarrollar el sentido crítico y autocrítico, tener la valentía de corregir las faltas y los errores y defender la unidad.

## Derechos de los miembros
De acuerdo con los estatutos de la Liga, los miembros disfrutan de los siguientes derechos:
1. Participar en reuniones relacionadas con la Liga o en cualquier tipo de actividad organizada por ésta, y recibir la educación y formación necesaria.
2. En el seno de la Liga existen los derechos de elección y voto.
3. En las reuniones de la Liga y en sus publicaciones, participar en las discusiones sobre el trabajo de ésta y sobre los problemas de la juventud, aportar sugerencias al trabajo de la Liga y supervisar y criticar a los organismos de dirección y a los trabajadores de la Liga.
4. En caso de desacuerdo en una resolución de la Liga, antes de su aprobación, puede mantenerse la reserva y apelar a las instancias superiores de la organización.
5. En caso de que se aprueben medidas disciplinarias contra un miembro, éste puede plantear su defensa y solicitar el testimonio de otros miembros de la Liga.
6. Presentar peticiones, apelaciones y quejas ante cualquier estamento organizativo de la Liga, incluido el Comité Central, así como solicitar aclaraciones sobre las atribuciones de responsabilidades en la organización.

Ninguna agrupación ni individuo de la Liga tiene derecho a anular los derechos de un miembro.

## Cifras de miembros
A principios del año 2004, el número de miembros de la Liga de la juventud Comunista de China ascendía a unos 71.880.000 jóvenes, de los cuales 30.060.000, el 42,6%, eran mujeres. Según las cifras del Instituto Estatal de Estadística chino, esta cantidad supone un 23,2% del total de la juventud del país. La mayoría de los miembros de la Liga se concentra en las grandes ciudades chinas, mientras que unos 21.450.000, un 29,8% del total de miembros, corresponden a las zonas rurales. Además, casi la mitad de los miembros, 34.920.000 o el 48,6% del total, son estudiantes.
La entrada en la organización está permitida a todos los jóvenes chinos mayores de catorce años. La presencia de la Liga en el sistema educativo chino es muy importante. Al concluir la primera etapa de la enseñanza secundaria, menos de la mitad de los estudiantes son miembros de la Liga, pero la casi totalidad de los estudiantes que superan la segunda etapa de la educación secundaria son miembros de la organización.

## Primeros Secretarios
| Período    | Primer Secretario |
| ---------- | ----------------- |
| 1920-1922  | Yu Xiusong        |
| 1922-1925  | Shi Cuntong       |
| 1925-1927  | Zhang Tailei      |
| 1927-1928  | Ren Bishi         |
| 1928-1946  | Guan Xiangying    |
| 1949-1953  | Feng Wenbin       |
| 1953-1978  | Hu Yaobang        |
| 1978-1982  | Han Ying          |
| 1982-1984  | Wang Zhaoguo      |
| 1984-1985  | Hu Jintao         |
| 1985-1993  | Song Defu         |
| 1993-1998  | Li Keqiang        |
| 1998-2006  | Zhou Qiang        |
| 2006-2008  | Hu Chunhua        |
| 2008-2013  | Lu Hao            |
| 2013-2017  | Qin Yizhi         |
| Desde 2018 | He Junke          |